# Bojano
Bojano (kašubsky Bòjano, německy Bojahn, Blücherode) je kašubská velká vnitrozemská vesnice v gmině Szemud v okrese Wejherowo v Pomořském vojvodství v Polsku. V mokřadech u obce pramení řeka Kacza ustící do Gdaňského zálivu Baltského moře. V roce 2011 zde žilo 2653 obyvatel. Nachází se zde kostel povýšení Svaté Jadwigy Královny (Kościół pw. Świętej Jadwigi Królowej).

## Historie
Podle archeologického výzkumu bylo Bojano pravděpodobně osídleno již v období mezolitu (8400-4200 př. n. l.) a jistě v období neolitu (4200-1700 př. n. l.) - Kultura kulovitých amfor, Lužická kultura a Pomořská kultura. První písemný záznam o vesnici pochází z roku 1311. Škola je zde od roku 1773.

## Galerie

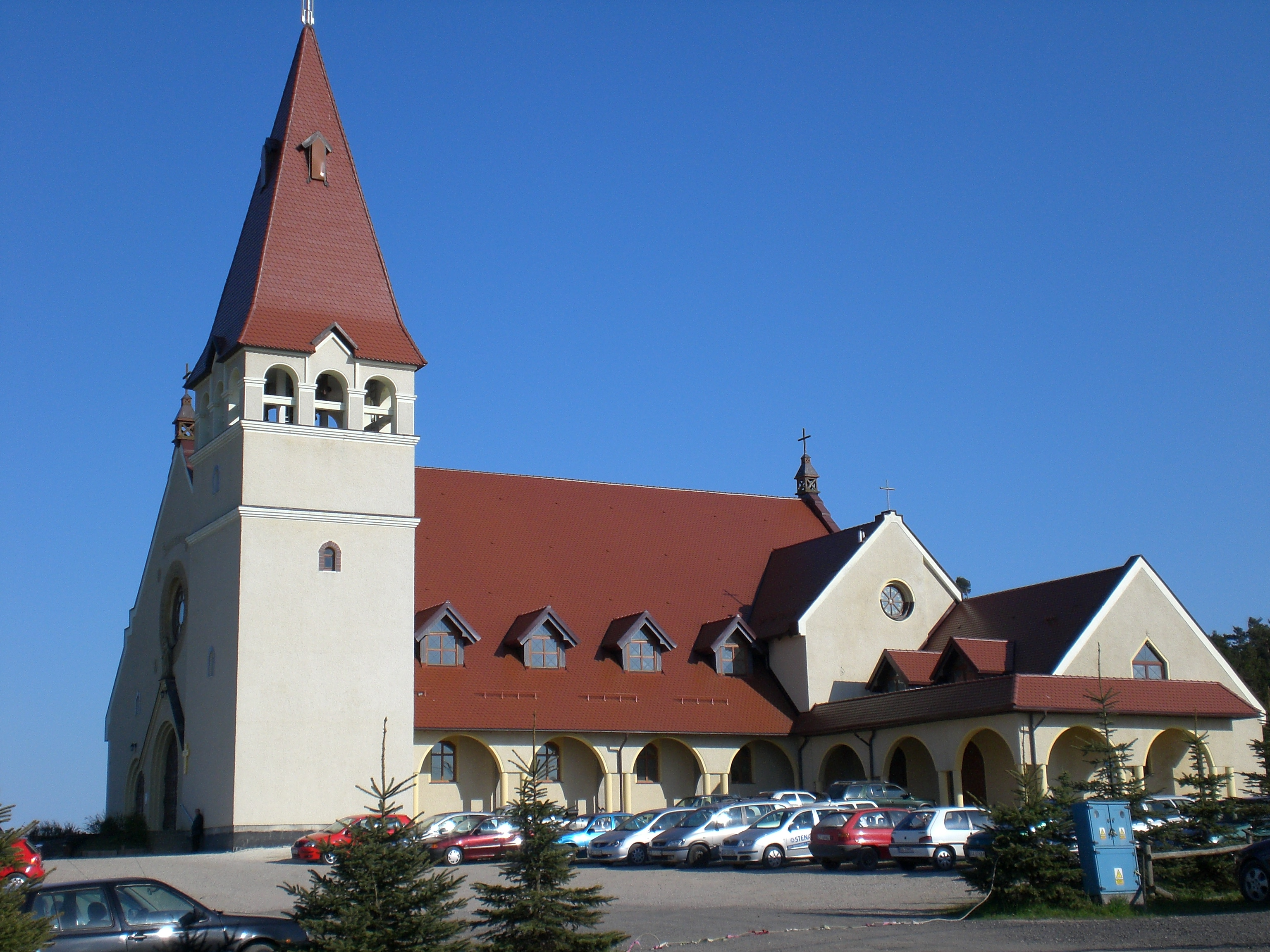
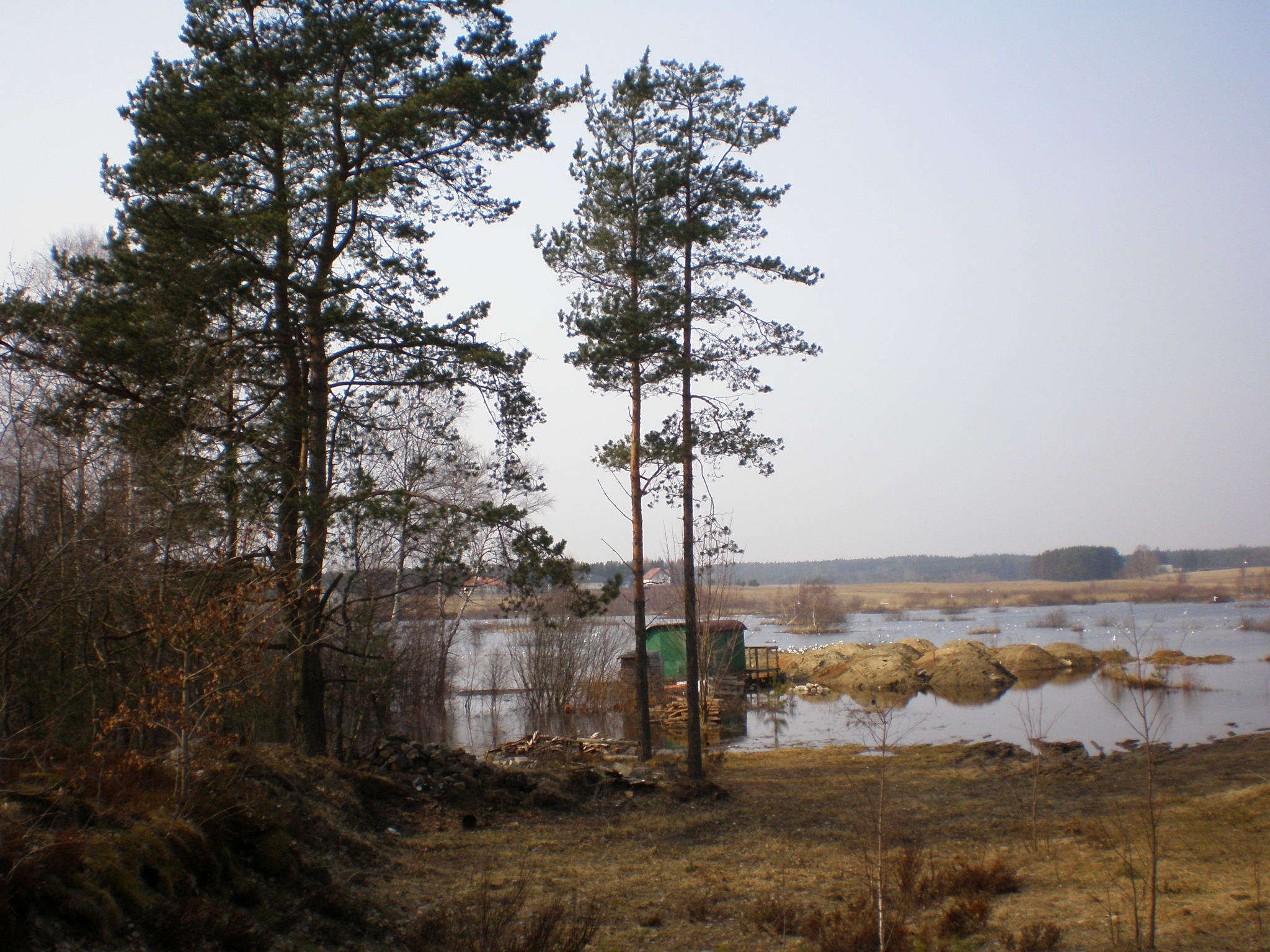
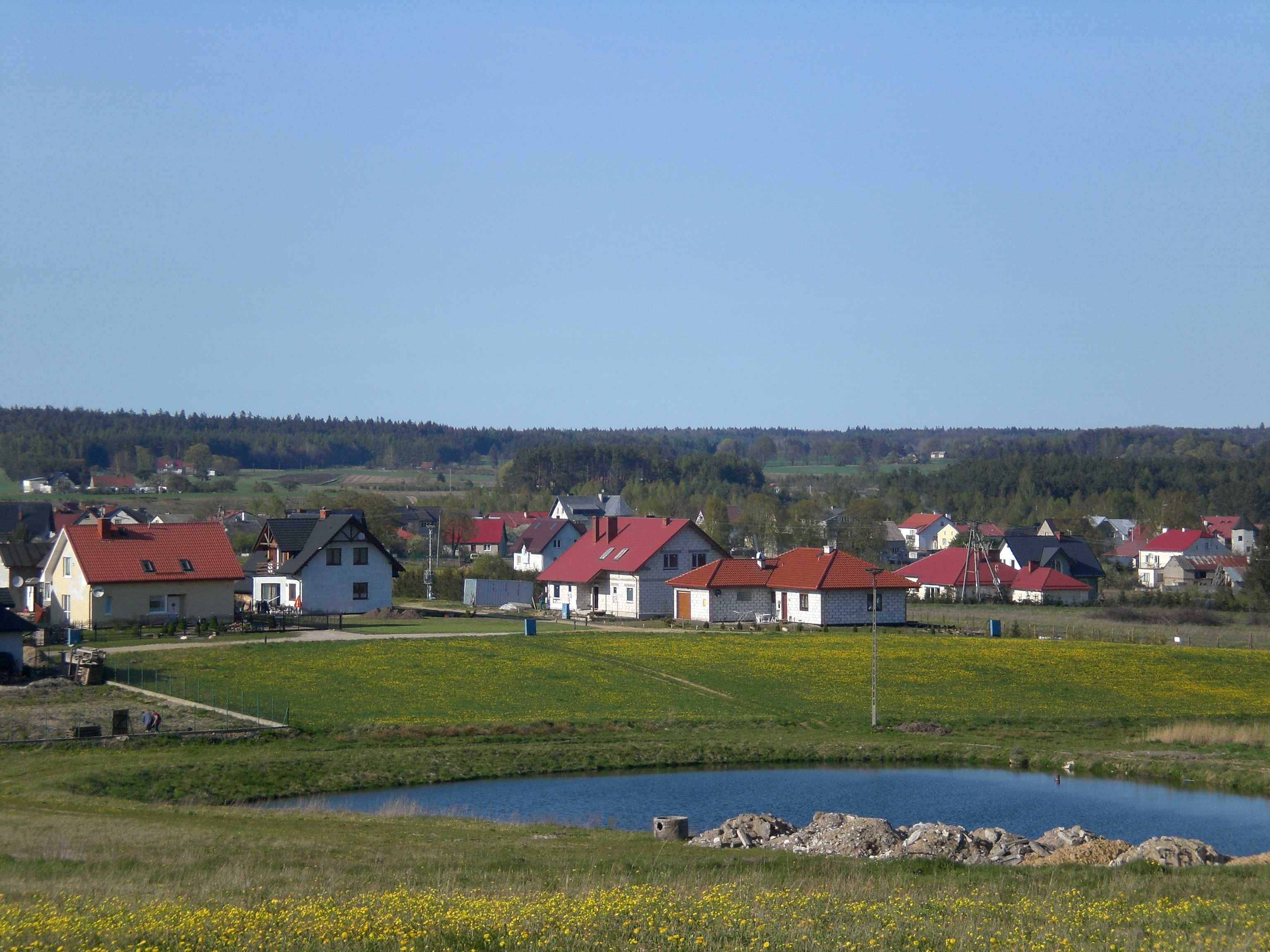